# إياس (أستورياس)
بلدية إياس (بالإسبانية: Illas) هي بلدية تقع في منطقة أستورياس شمال غرب إسبانيا.

## الديموغرافيا
بلغ عدد سكان بلدية إياس 1.020 نسمة عام 2011 (وفقاً للمعهد الوطني للإحصاء الإسباني).
| 1.225 | 1.182 | 1.098 | 1.036 | 1.012 | 1.009 | 1.020 |